# Unedogemmula unedo
Unedogemmula unedo é uma espécie de gastrópode do gênero Unedogemmula, pertencente a família Turridae.